# جایزه بزرگ بلژیک ۱۹۶۱
جایزه بزرگ بلژیک ۱۹۶۱ (انگلیسی: ‎1961 Belgian Grand Prix‎) یک مسابقهٔ موتوری در رشتهٔ اتومبیل‌رانی فرمول یک بود که در تاریخ ۱۸ ژوئن ۱۹۶۱ در اسپا-فرانکورشان واقع در اسپا، بلژیک برگزار شد. این گراند پری در میان ۸ گراند پری در فصل ۱۹۶۱، مسابقهٔ شمارهٔ ۳ بود.
در این مسابقه که در ۳۰ دور و به مسافت ۴۲۳٫۰ کیلومتر (۲۶۲٫۸۴۰ مایل) برگزار شد، پول پوزیشن توسط فیل هیل کسب شد و سریع‌ترین زمان برای طی یک دور پیست که برابر با ۳:۵۹٫۸ بود نیز توسط ریچی گینتر به ثبت رسید.
فیل هیل از تیم فراری، ولفگانگ فون تریپس از تیم فراری و ریچی گینتر از تیم فراری به‌ترتیب مقام‌های اول تا سوم مسابقه را کسب کردند.

## رده‌بندی قهرمانی پس از مسابقه
|       | جایگاه | راننده            | امتیاز |
| ----- | ------ | ----------------- | ------ |
| ۲     | ۱      | فیل هیل           | ۱۹     |
|       | ۲      | ولفگانگ فون تریپس | ۱۸     |
| ۲     | ۳      | استیرلینگ ماس     | ۱۲     |
|       | ۴      | ریچی گینتر        | ۱۲     |
|       | ۵      | جیم کلارک         | ۴      |
| منبع: |        |                   |        |

|       | جایگاه | سازنده       | امتیاز |
| ----- | ------ | ------------ | ------ |
|       | ۱      | فراری        | ۲۲     |
|       | ۲      | لوتوس-کلیمکس | ۱۲     |
| ۱     | ۳      | کوپر-کلیمکس  | ۴      |
| ۱     | ۴      | پورشه        | ۳      |
| منبع: |        |              |        |

یادداشت
- تنها پنج جایگاه نخست از هر رده‌بندی نمایش داده شده‌است.